# Turbinaria reniformis
Turbinaria reniformis ist eine Steinkoralle (Scleractinia) aus dem Roten Meer, dem Persischen Golf und dem Indopazifik, wo sie bis nach Tonga und den Cookinseln vorkommen.
Die Korallen bilden große plattenförmige oder blättrige Kolonien, die oft auch wie verdrehte Trichter aussehen. Sie können einen Durchmesser von mehreren Metern erreichen. Sie sind von leuchtend gelber, gelbgrüner oder grüner Farbe. Die nur 1,5 bis 2 Millimeter großen Polypen sind als kleine Noppen auf der Oberfläche der Koralle zu sehen. 
Im Gegensatz zu den meisten anderen Arten der Familie Dendrophylliidae lebt Turbinaria reniformis in Symbiose mit Zooxanthellen, von deren Stoffwechselprodukten sie sich teilweise ernähren, und sind daher auf Standorte im hellen, flachen Wasser angewiesen.